# Jiuxi (sockenhuvudort i Kina, Hunan Sheng, lat 29,18, long 111,27)
Jiuxi är en sockenhuvudort i Kina. Den ligger i provinsen Hunan, i den södra delen av landet, omkring 200 kilometer nordväst om provinshuvudstaden Changsha. Antalet invånare är 18 861. Befolkningen består av 9 117 kvinnor och 9 744 män. Barn under 15 år utgör 13,0 %, vuxna 15-64 år 71 %, och äldre över 65 år 15,0 %.
Runt Jiuxi är det ganska tätbefolkat, med 207 invånare per kvadratkilometer. Närmaste större samhälle är Qihe, 11,4 km sydost om Jiuxi. I omgivningarna runt Jiuxi växer huvudsakligen savannskog.
Genomsnittlig årsnederbörd är 1 751 millimeter. Den regnigaste månaden är maj, med i genomsnitt 282 mm nederbörd, och den torraste är december, med 30 mm nederbörd.